# Muzajrib (Al-Hasaka)
Muzajrib (arab. مزيريب) – wieś w Syrii, w muhafazie Al-Hasaka. W 2004 roku liczyła 785 mieszkańców.